# Alain Lambert (Schriftsteller)
Alain Lambert (geboren 9. Februar 1931 in Étaples; gestorben 9. Mai 2008 in Menton) war ein französischer Schriftsteller und Cellist.

## Leben
Lamberts Familie stammt aus der Bretagne, er besuchte die Schule in Caen. Er erhielt eine Ausbildung als Cellist bei Maurice Maréchal am Pariser Konservatorium und als Kammermusiker beim Pianisten Jacques Février und beim Violinisten Joseph Calvet. Er spielte im Pro Arte Quintett von Monte-Carlo. Lambert war 1975 kurzzeitig im Orchestre national de Lille engagiert und spielte danach bis 1997 als Cellist im Orchestre philharmonique de Monte-Carlo.
Lambert veröffentlichte eine große Anzahl an kleinen, von wechselnden Künstlern ausgestatteten, Gedichtbänden sowie einige Bände Prosa. Er vertrat 1974 die Principauté de Monaco bei der Literaturbiennale in Knokke-Heist, später auch in Liège. Er war Mitglied in der Jury des Prix Antonin-Artaud.
Lambert schrieb eine Biografie seines Lehrers Maurice Maréchal.

## Werke (Auswahl)
- Tu me fais chaud. Illustrationen Roland Marghieri. Paris : J. Millas-Martin, 1969
- Îles vigiles, Paris : Éd. Millas-Martin, 1972 Prix François Villon
- Cyprès sombré. Vorwort Max-Pol Fouchet. Paris : Éd. Saint-Germain-des-Prés, 1976 Prix Louise-Labé
- La demeurante. Drucke. Éd. L'Étoile & la Clé, 1980
- Continuo. Marseille : Éd. Sud, 1986
- Tempo di capriccio. Paris : Editeur français réunis, 1993
- Plumier. Paris : Aréa, 1994
- Le don d'incertitude. Zeichnungen Sonia Guérin. Remoulins-sur-Gardon : J. Brémond, 1995
- L'entretien d'hiver. Xonrupt-Longemer : Æncrages Prix Antonin Artaud
- Fortunes de mer. Xonrupt-Longemer : Æncrages
- Ne vous retournez pas, Éd. Alain Benoît.
- Pierres dures, tendres îles. Xonrupt-Longemer : Æncrages, 1999
- Enfant parmi les arbres. , Éd. Alain Benoît, 2002
- La serre. Barriac en Rouergue : Trames, 2003
- Maurice Maréchal. La voix du violoncelle. Genf : Papillon, 2003
- D'un bleu que rien ne double. Toulouse :Trident neuf, 2005
- Mémoires. Illustrationen Marianne Dineur. Baume-les-Dames : Æncrages, 2006
- Carte Muette. Illustrationen Jean-Gilles Badaire. Baumes-les-Dames : Æncrages, 2009

Musikaufnahmen
- Alain Lambert, Gerard Lecoq: Artur Honegger, Sonate pour violoncelle et piano.